# آیین پرستش مار
آیین پرستش مار (به هندی: Nagamandala) فیلمی محصول سال ۱۹۹۷ و به کارگردانی تی.اس. ناگابارانا است. در این فیلم بازیگرانی همچون پراکاش راج، ویجیلاکشمی، ماندیا رامش و بی. جایشری ایفای نقش کرده‌اند.